# Margaret Roding
Margaret Roding is een civil parish in het bestuurlijke gebied Uttlesford, in het Engelse graafschap Essex. In 2001 telde het dorp 193 inwoners. Het dorp heeft een kerk.